# 郄穴
郄穴（げきけつ、または げっけつ）とは、手の太陰肺経から足の厥陰肝経までの12經と、奇經8脈のうちの4脈にあわせて16ある。気穴が深部に集まる要穴で、急性疾患での反応が強く、また早く現れるところで、その治療に用いる。郄とは、間隙の隙と同意の字とされ、触診すると骨肉の間の溝のように感じるところである。胃経の郄穴である梁丘穴が膝の上にある他は、すべて手首と肘または足首と膝の間にある。

## 郄穴の一覧
- 手陰経
  - 肺経：孔最
  - 心経：陰郄
  - 心包経：郄門
- 足陰経
  - 脾経：地機
  - 腎経：水泉
  - 肝経：中都
- 手陽経
  - 大腸経：温溜
  - 小腸経：養老
  - 三焦経：会宗
- 足陽経
  - 胃経：梁丘
  - 膀胱経：金門
  - 胆経：外丘

### 奇経
- 陰蹻脈：交信
- 陰維脈：築賓
- 陽蹻脈：跗陽
- 陽維脈：陽交